# 카구라자카 메구미
카구라자카 메구미(Megumi Kagurazaka, 1982년 9월 28일 ~ )는 일본의 모델, 배우, 탤런트, 글래머 모델이다.
일본에서 태어났다.

## 방송
- 도쿄 뱀파이어 호텔
- 모두! 초능력자야! ~욕망투성이의 러브 워즈~
- 모두! 초능력자야!
- 행복의 시간
- 여왕3 ~스페셜 에디션~

## 영화
- 도쿄 흡혈 호텔 (2017년)
- 더 소노 시온: 소노 시온이라는 생물 (2016년)
- 모두가 초능력자 (2015년) - 아키야마 타카코 역
- 소곤소곤 별 (2015년)
- 러브 앤 피스 (2015년)
- 인간증발 (2013년)
- 지옥이 뭐가 나빠 (2013년) - 준코 역
- 행복의 시간 (2012년)
- 희망의 나라 (2012년) - 이즈미역
- 두더지 (2011년) - 타무라 케이코 역
- 길티 오브 로맨스: 욕정의 미스터리 (2011년) - 이즈미 키쿠치 역
- 오야스미 안모니테 (2010년)
- 차가운 열대어 (2010년) - 샤모토 타에코 역
- 동정방랑기 (2009년)
- 프라이드 (2009년)
- 행키-팽키 베이비 (2008년)
- 스파이 걸스 미션 (2008년)